# 恆河隱鰭鯰
恆河隱鰭鯰，為輻鰭魚綱鯰形目鯰科的其中一種，為亞熱帶淡水魚，分布於亞洲恆河流域，體長可達17.5公分，棲息在沙石底質溪流底層水域，生活習性不明。